# هوانغ هي-تشان
هوانغ هي-تشان (بالكورية: 황희찬؛ مواليد 26 يناير 1996) لاعب كرة قدم كوري جنوبي يلعب مهاجمًا لنادي وولفرهامبتون واندررز الإنجليزي و‌منتخب كوريا الجنوبية.

## الإنجازات
ريد بول سالزبوزغ
- الدوري النمساوي (4): 2015–16، 2016–17، 2017–18، 2019–20  [لغات أخرى]‏[4]
- كأس النمسا (3): 2015–16، 2016–17، 2019–20[5]

آر بي لايبزيغ
- كأس ألمانيا: وصيف 2020–21[6]

كوريا الجنوبية تحت 23
- الألعاب الآسيوية: 2018[7]
- كأس آسيا تحت 23 سنة: وصيف 2016[8]

الفردية
- هداف بطولة آسيا للناشئين تحت 16 عاما: 2012[9]

## وصلات خارجية
- Hwang-Hee-chan-Official
- Hwang Hee-chan – National Team Stats at اتحاد كوريا الجنوبية لكرة القدم (بالكورية)
- هوانغ هي-تشان على موقع الاتحاد الدولي (مؤرشف)  (الإنجليزية)
- هوانغ هي-تشان على موقع الاتحاد الأوربي (الإنجليزية)
- هوانغ هي-تشان على موقع قاعدة بيانات كرة القدم.إي يو (الإنجليزية)
- هوانغ هي-تشان على موقع ليكيب (الفرنسية)
- هوانغ هي-تشان على موقع ناشيونال فوتبول تيمز (الإنجليزية)
- هوانغ هي-تشان على موقع Soccerbase.com (لاعب) (الإنجليزية)
- هوانغ هي-تشان على موقع Soccerway.com (الإنجليزية)
- هوانغ هي-تشان على موقع عالم كرة القدم.نت (الإنجليزية)
- هوانغ هي-تشان على موقع أوليمبيديا (الإنجليزية)
- هوانغ هي-تشان على موقع AS.com (الإسبانية)